# Obvio!
Obvio! är en brasiliansk biltillverkare som specialiserat sig på mindre bilmodeller. Bilar tillverkade av Obvio! marknadsförs under namnet ZAP i USA.